# Stenocereus alamosensis
Stenocereus alamosensis  es una especie de planta fanerógama de la familia Cactaceae. Es endémica de Sinaloa y Sonora en  México. Es una especie común en lugares localizados.

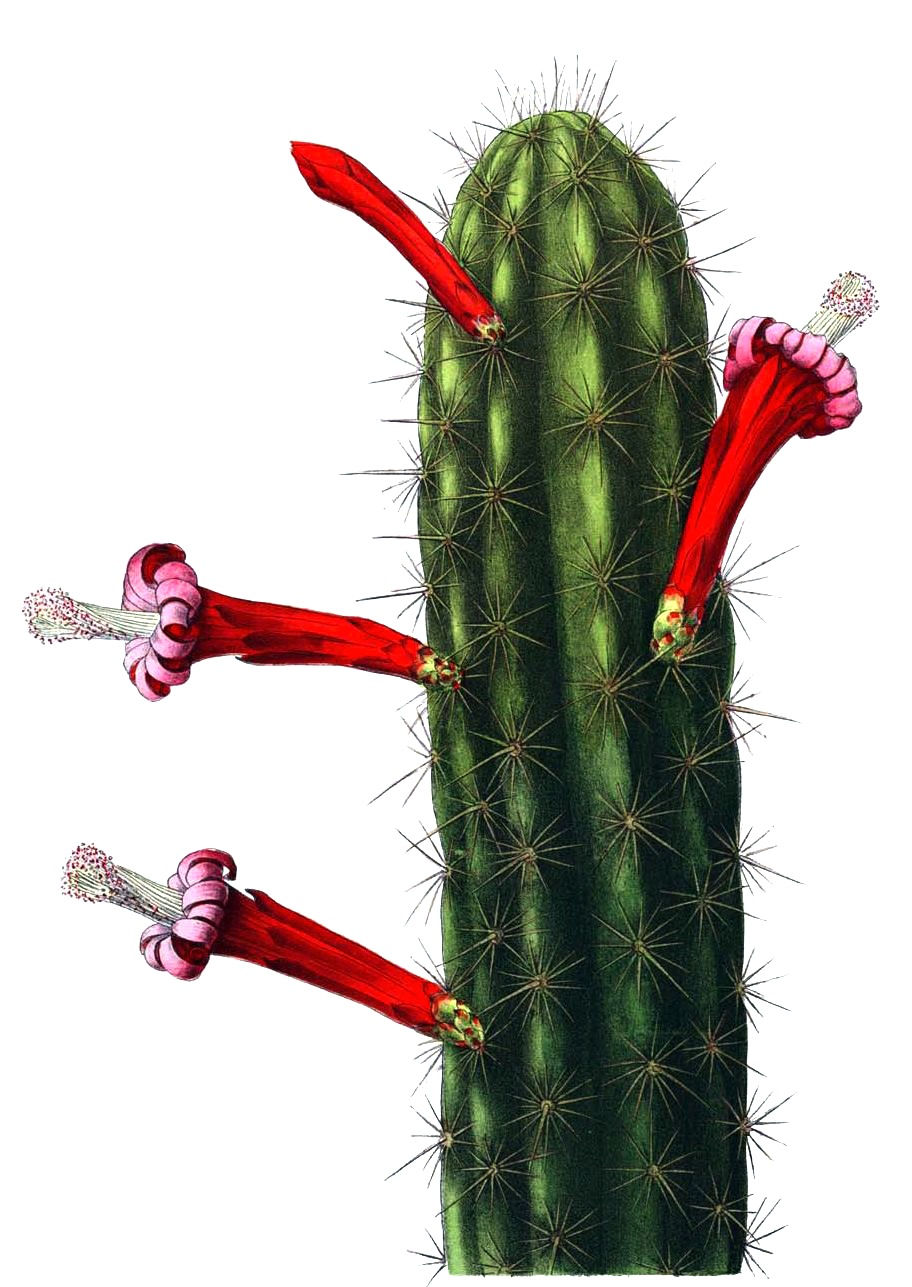
Ilustración

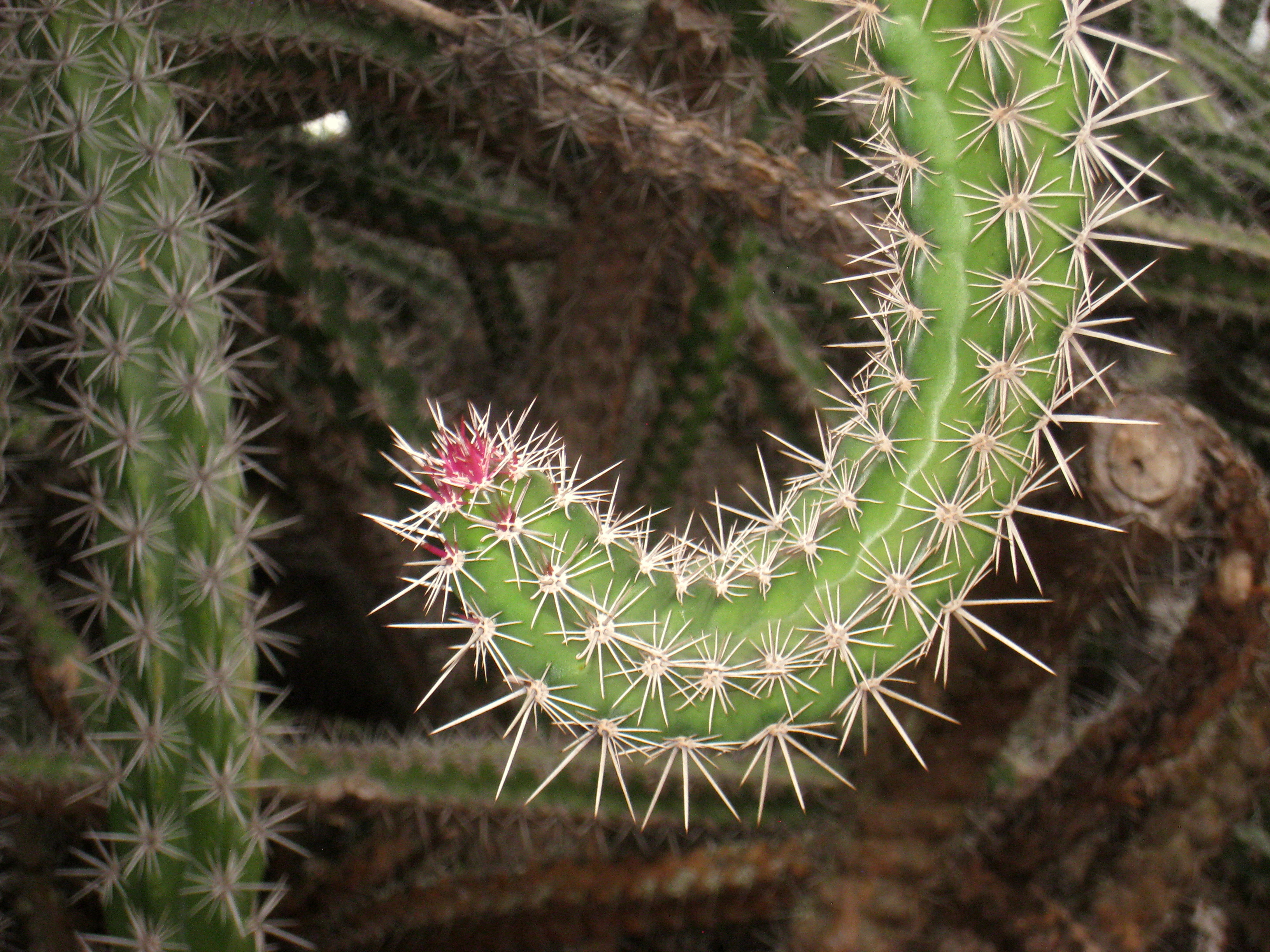
Detalle

## Descripción
Stenocereus alamosensis es crecientemente arbustiva con frecuencia curva, columnar, con brotes azulados verdes  de hasta 8 cm de diámetro y alcanza un tamaño de 2 a 4 m de altura. Tiene entre cinco a ocho costillas actuales que son de hasta 1 cm de alto. Con una a cuatro, espinas centrales que sobresalen, fuertes, blanquecinas de hasta 4.5 cm de largo. Las once a 18 espinas radiales también son de color blanquecino y tienen una longitud 1,3-2,2 centímetros. Las flores tubulares rojas se abren durante el día. Miden de 7 a 10 centímetros de largo y alcanzan un diámetro de 2 a 3 centímetros. Sus brácteas se doblan hacia atrás. Los frutos son rojos, esféricos y maduros están en su mayoría desnudos. Tienen unas flores perennes que alcanzan un diámetro de 3 a 4,5 centímetros.

## Taxonomía
Stenocereus alamosensis fue descrita por (J.M.Coult.) A.C.Gibson & K.E.Horak y publicado en Annals of the Missouri Botanical Garden 65(4): 1006. 1978[1979].
Etimología
Stenocereus: nombre genérico que deriva de las palabras griegas:
"στενός" (stenos) para "apretado, estrecho" y se refiere a las costillas relativamente estrechos de las plantas y cereus para "cirio, vela".
alamosensis: epíteto geográfico que alude a su localización en Álamos en México.
Sinonimia
- Cereus alamosensis
- Rathbunia alamosensis
- Cereus sonorensis
- Rathbunia sonorensis
- Rathbunia neosonorensis[3]